# Alma Sorell
Alma Sorell (* 11. Juni 1883 als Alma Huber in Wien; † 7. Jänner 1966 in Linz) war eine österreichische Schauspielerin.

## Leben
Alma Sorell war Schauspielerin, unter anderem am Landestheater Linz. Außerdem spielte sie in Filmen wie Kleiner Schwindel am Wolfgangsee und Oh – diese „lieben“ Verwandten an der Seite von Größen wie Waltraut Haas, Hans Holt und Gunther Philipp. Weiters war Sorell nach dem Zweiten Weltkrieg als Sprecherin für Hörspiele beim ORF Oberösterreich bzw. Sender Rot-Weiß-Rot in Linz tätig, so beispielsweise 1963 unter der Regie von Ferry Bauer in der zehnteiligen Staffel Die kleine Hexe aus der Reihe Gestatten, mein Name ist Cox von Rolf und Alexandra Becker.
Sorell lebte zuletzt in Linz und starb dort Anfang 1966 im städtischen Altersheim.

## Filmografie
- 1918: Der Mann mit den sieben Masken
- 1949: Kleiner Schwindel am Wolfgangsee
- 1955: Oh – diese „lieben“ Verwandten
- 1957: Vater macht Karriere